# Julian Seymour Schwinger

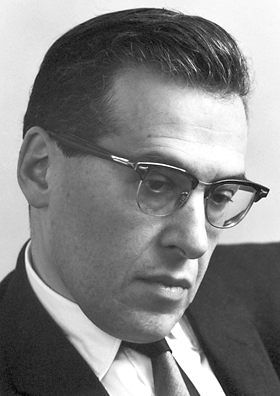
Julian S. Schwinger, 1965

Julian Seymour Schwinger (* 12. Februar 1918 in New York City; † 16. Juli 1994 in Los Angeles) war einer der führenden US-amerikanischen theoretischen Physiker. Zusammen mit Richard P. Feynman und Shin’ichirō Tomonaga erhielt er 1965 den Physik-Nobelpreis „für ihre grundlegende Leistung in der Quantenelektrodynamik, mit tiefgehenden Konsequenzen für die Elementarteilchenphysik“.

## Leben und Werk
Schwinger war auf physikalisch-mathematischem Gebiet frühbegabt. Er studierte am City College of New York und an der Columbia University in New York, wo er bei Isidor Isaac Rabi 1939 promovierte. Er ging dann zu Robert Oppenheimer nach Berkeley und lehrte auch an der Purdue-Universität. In den 1930er Jahren wurde er zu einem der führenden Theoretiker auf dem Gebiet der damals gerade „boomenden“ Kernphysik. Schon damals entwickelte sich seine Vorliebe, vor allem nachts zu arbeiten, wenn er ungestört war. In der Kernphysik entwickelte er zum Beispiel die effective-range-Theorie 1950. Er leitete aus dem Quadrupolmoment des Deuterons die Tensorkomponente der Kernkräfte ab und studierte deren Spin-Isospin-Struktur.
Während des Zweiten Weltkriegs wirkte er am „Radiation Lab“ des Massachusetts Institute of Technology am Radar-Projekt. Er entwickelte die Theorie der Wellenausbreitung in Wellenleitern. Die dabei entwickelten Variationsmethoden wandte er später erfolgreich in der Quantenfeldtheorie (QFT) und der Streutheorie (Arbeiten mit Lippmann, Physical Review 1950, „Lippmann-Schwinger-Gleichung“) an. Aus seiner Arbeit über Wellenleiter entstand 1968 das Buch „Discontinuities in wave guides“ und 2006 mit Milton das Buch „Electromagnetic radiation – variational principles.“
Nach dem Zweiten Weltkrieg wandte er sich der Quantenelektrodynamik (QED) zu und leitete als erster die wichtigen Vorhersagen der Theorie zur Lamb-Verschiebung und zum anomalen magnetischen Moment des Elektrons auf 1-Loop-Ebene her (1948). Er setzte diese Berechnungen Anfang der 1950er Jahre mit seinen Assistenten Robert Karplus und Abraham Klein fort. Das Konzept der Renormierung der QED stammt im Wesentlichen von ihm, wurde aber auch unabhängig von Shin’ichirō Tomonaga in Japan entwickelt. Seine „Variationsmethoden“ waren zwar nicht so populär wie die Diagramm-Methoden Richard Feynmans, aber nicht weniger mächtig. Man könnte sie als „differentiell“, von den Differentialgleichungen für Greensche Funktionen ausgehend, beschreiben, im Gegensatz zu den „Integral“-Methoden Feynmans, wo die Greensfunktion als „Propagator“ im Integranden vorkommt. Der immer höfliche Schwinger runzelte zwar manchmal die Stirn, wenn seine Studenten und Mitarbeiter die anschaulicheren Methoden Feynmans benutzten, ging aber darüber hinweg. Stichworte sind hier zum Beispiel die Schwinger-Dyson-Gleichungen.
In der langen Serie von Arbeiten „Theory of quantized fields“ (Physical Review 1951–1954) entwickelte er seinen Zugang zur Quantenfeldtheorie („quantum action principle“) und führte nebenbei Grassmannvariable und „kohärente Zustände“ ein (die sein Schüler Glauber später untersuchte und bereits von Erwin Schrödinger 1926 unabhängig entdeckt worden waren).
Er lehrte von 1945 bis 1972 an der Harvard University. Seine Vorlesungen in den 1940er bis 1950er Jahren waren legendär und er bildete auch eine große Schule theoretischer Physiker (im Gegensatz zu Feynman), darunter die Nobelpreisträger Roy Jay Glauber, Ben Mottelson, Sheldon Glashow und Walter Kohn. Weitere Studenten und Doktoranden waren unter anderen Kenneth A. Johnson, Abraham Klein, Fritz Rohrlich, Laurie Brown, Stanley Deser, Bryce DeWitt, Richard Arnowitt, Gordon Baym, Jeremy Bernstein, Eugen Merzbacher, Roger G. Newton, Kimball Milton, Raymond Stora und Paul C. Martin. Robert Karplus promovierte zwar nicht bei ihm, war aber sein Student und Assistent.
In den 1950er Jahren wies er als erster auf die in der relativistischen Quantenfeldtheorie verborgene „euklidische Struktur“ hin (Proceedings National Academy of Sciences 1958, 1959). Das wurde von Wolfgang Pauli zwar verspottet (im Sinne von einfachster Anwendung komplexer Zahlen: Drehung um 90 Grad durch Multiplikation mit „i“), erwies sich aber im Nachhinein als wichtige Beobachtung – alle Rechnungen der Gittereichtheorien werden in „euklidischer“ Fortsetzung des zugrundeliegenden Minkowskiraumes durchgeführt. Es gibt so eine Verbindung von relativistischen Quantenfeldtheorien und klassischer statistischer Mechanik.
Mit seinem Studenten Paul Martin legte Schwinger die systematischen Grundlagen für eine quantenfeldtheoretische Behandlung von Vielteilchen-Systemen der statistischen Mechanik. Nach Murray Gell-Mann und Francis Low entwickelte er auch die Bethe-Salpeter-Gleichung für gebundene Zustände zuerst in Vorlesungen in Harvard. Außerdem behandelte er die Theorie der Beugung in Optik und Akustik mit Variationsmethoden (Arbeiten mit Levine, Physical Review 1948, 1949) und die klassische (und quantentheoretische) Theorie beschleunigter elektrischer Ladungen (Synchrotronstrahlung u. a., Physical Review 1949, er kam aber später mehrfach darauf zurück).
In „Lectures on angular momentum“ von 1952 gab er eine „Bosonisierung“ (Darstellung durch harmonische Oszillatoren) der Drehimpulsalgebra.
In mehreren Arbeiten Ende der 1950er und Anfang der 1960er Jahre nahm er viele wichtige Entwicklungen der Elementarteilchenphysik vorweg. Er sagte als einer der ersten die Existenz verschiedener Neutrino-Arten voraus. Mit William Rarita (1907–1999) arbeitete Schwinger Anfang der 1940er Jahre an der Aufklärung der Tensor-Natur der Kernkräfte, wobei Rarita überwiegend die numerische Arbeit übernahm. Schon 1941 gaben sie gemeinsam die erste Quantentheorie von Spin-3/2-Teilchen (später wichtig in Supergravitation) heraus, formuliert in der Rarita-Schwinger-Gleichung. Die Schwinger-Terme als Anomalien von Kommutatoren in der Quantenfeldtheorie sind nach ihm benannt (Physical Review Letters 1959).
Nach seinen eigenen Angaben (Selected works) behandelt er in „Theory of fundamental interactions“ geladene schwere Vektormesonen, eine frühe elektroschwache Vereinigungstheorie (ähnliche Arbeiten führte Anfang der 1960er Jahre auch sein Schüler Glashow aus), chirale Transformationen, Higgs-Theorie, Vektor-Axialvektor Theorie. Hinweise auf die chirale Anomalie in der Quantenelektrodynamik fand er schon 1951.
In Physical Review, Band 125, 1962 und Band 128, 1962 entwickelte er ein exakt lösbares Modell der Quantenfeldtheorie mit dynamischer Massenerzeugung (das Schwinger-Modell ist eine zweidimensionale QED mit einem masselosen Dirac-Spinor).
In die 1960er Jahre fallen auch Arbeiten über magnetische Monopole, Dyons (Teilchen, die gleichzeitig magnetische und elektrische Ladung tragen) und die Quantentheorie der Gravitation.
Immer wieder erwies er sich als Meister in der Entwicklung neuer Formalismen, wobei er allerdings immer auf engen Kontakt zu experimentell Beobachtbarem Wert legte. Seine Erfindung der „source theory“ Mitte der 1960er Jahre war ebenfalls ein Versuch, beobachtbare Größen im Formalismus in den Mittelpunkt zu rücken. In seinen Händen und denen seiner Schüler erwies sie sich als mächtiges Werkzeug, konnte sich aber insgesamt nicht durchsetzen (oder wird als „Spektraldarstellung“ verwendet). Er entwickelt die Theorie in drei Büchern „Particles, sources and fields“ 1970, 1973, 1989.
1972 ging er an die Universität von Kalifornien in Los Angeles.
In den 1970er Jahren versuchte er eine Interpretation der Quantenmechanik mit Hilfe der „measurement algebra“ zu geben („Quantum kinematics and dynamics“ 1970, „Quantum mechanics – symbolism of atomic measurements“ 2001 (Englert Hrsg.)). Auch behandelt er mit seinen Schülern die verschiedenartigsten Probleme (von „deep inelastic scattering“ in den Hochenergiestreuexperimenten bis zum Casimir-Effekt) mit seiner „source theory“.
In den 1980er Jahren arbeitete er unter anderem über die statistische Theorie des Atoms (siehe Thomas-Fermi-Theorie) und entwickelte ab 1989 auch ein Interesse an den Arbeiten zur „Kalten Fusion“ von Fleischmann und Pons, die sich im Nachhinein als fehlerhaft herausstellten. Schwinger behielt eine offene Einstellung zu diesem Gebiet und versuchte auch einige Publikationen unterzubringen. Als diese von führenden Fachzeitschriften zurückgewiesen wurden, sah er das als ungerechtfertigte Zensur und trat aus Protest aus der American Physical Society aus. Ein weiteres umstrittenes Gebiet, auf dem er zuletzt aktiv war, ist die Theorie der Sonolumineszenz, die er als dynamischen Casimir-Effekt zu verstehen suchte.
Schwinger war seit 1947 verheiratet.

## Mitgliedschaften
1948 wurde Schwinger in die American Academy of Arts and Sciences gewählt. 1949 wurde er in die National Academy of Sciences aufgenommen.

## Werke von J. Schwinger

### Artikel (Beispiele)
- Div. Artikel in den „Proceedings of the National Academy of Sciences“, Suche auf der PNAS-Website
- Julian Schwinger: On the Spin of the Neutron. In: Phys. Rev. Band 52, 15. Dezember 1937, S. 1250, doi:10.1103/PhysRev.52.1250 (englisch, ihep.su [PDF]).
- Julian Schwinger: On Quantum-Electrodynamics and the Magnetic Moment of the Electron. In: Phys. Rev. Band 73, 15. Februar 1948, S. 416, doi:10.1103/PhysRev.73.416 (englisch, aps.org [PDF]).
- Julian Schwinger: On Angular Momentum. In: Technical Report (Hrsg.): United States Atomic Energy Commission. 1952, doi:10.2172/4389568 (englisch).
  - Julian Schwinger: On Angular Momentum. Dover edition Auflage. Dover Publications, Mineola, New York 2015, ISBN 978-0-486-78810-4 (englisch).
- Julian Schwinger: Particles and Sources. In: Physical Review. Band 152, Nr. 4, 23. Dezember 1966, S. 1219–1226, doi:10.1103/PhysRev.152.1219 (englisch).

### Artikel (Sammlungen)
- M. Flato, C. Fronsdal, K. A. Milton: Selected papers (1937–1976) of Julian Schwinger (= Mathematical physics and applied mathematics. v. 4). Reidel (Springer), Dordrecht/Boston 1979, ISBN 90-277-0974-2.
- Kimball A Milton (Hrsg.): A Quantum Legacy: Seminal Papers of Julian Schwinger (= World Scientific Series in 20th Century Physics. Band 26). World Scientific, 2000, ISBN 981-02-4006-6, doi:10.1142/4168 (englisch, archive.org).
- Julian Schwinger (Hrsg.): Selected Papers on Quantum Electrodynamics. Dover, New York 1958, ISBN 0-486-60444-6.

### Fachbücher
- Julian Schwinger, Lester L. Deraad Jr., Kimball Milton, Wu-Yang Tsai: Classical Electrodynamics. Perseus Books, Reading, Mass 1998, ISBN 0-7382-0056-5.
- Julian Schwinger: Particles, sources, and fields (Vol. 1) (= Advanced Book Classics. Band 1). Addison-Wesley, Redwood City (CA) 1989, ISBN 0-201-09470-3 (englisch, archive.org).
- Julian Schwinger: Particles, sources, and fields (Vol. 2) (= Advanced Book Classics. Band 2). Addison-Wesley, Redwood City (CA) 1988, ISBN 0-201-09470-3 (englisch, archive.org).
- Julian Schwinger: Particles, sources, and fields (Vol. 3) (= Advanced Book Classics. Band 3). Addison-Wesley, Redwood City (CA) 1988, ISBN 0-201-09470-3 (englisch, archive.org).
  - Hinweis: Die Bücher wurden ursprünglich zweiteilige 1970 und 1973 veröffentlicht und 1988 bzw. 1989 dreiteilige neu aufgelegt.
- Julian Schwinger, Berthold-Georg Englert (Editor): Quantum Mechanics. Springer, Berlin, Heidelberg 2001, ISBN 3-642-07467-7, doi:10.1007/978-3-662-04589-3 (englisch).

### Populärwissenschaftlich
- Julian Schwinger: Einsteins Erbe. 2.  Auflage. Spektrum-Verlag (Springer), Heidelberg 1988, ISBN 3-922508-84-7.